# Tee Set
Tee Set est un groupe néerlandais de nederbeat et pop, originaire de Delft, actif entre 1965 et 1979. Le groupe est surtout connu pour son single Ma belle amie, classé no 5 aux États-Unis et no 3 au Canada.
Le groupe connait un certain nombre d'autres succès aux Pays-Bas, notamment la chanson no 1 She Likes Weeds. Le groupe connaît de nombreux changements de membres, la seule constante étant le chanteur Peter Tetteroo, qui décède en septembre 2002 à l'âge de 55 ans.

## Histoire
Le groupe est formé en 1965 à Delft, aux Pays-Bas, par le chanteur Peter Tetteroo. Les autres membres de la première heure sont Gerard Romeyn à la guitare, Polle Eduard à la basse, Carry Janssen à la batterie et Robbie Plazier au clavier. Leur premier single sorti en 1966 sur le label Delta, Early in the Morning, est un succès aux Pays-Bas. La même année, le groupe se classe dans le top 10 avec Don't You Leave, vendu à 10 000 exemplaires la première semaine. Le groupe connait de nombreux changements au fil des années ; le claviériste Hans van Eijck le rejoint en 1966, remplaçant Robbie Plazier. Romeyn, Eduard et Janssen quittent le groupe et sont remplacés par Ray Fenwick à la guitare, Franklin Madjid à la basse et Joop Blom à la batterie. Van Eijck quitte également le groupe et est remplacé par Jan-Pieter Boekhoorn au clavier (Van Eijck reviendra plus tard en 1969). Fenwick quitte le groupe et réapparaît plus tard dans The Spencer Davis Group. Il est remplacé par Ferdi Karmelk. Dihl Bennink rejoint également le groupe. En 1969, Tetteroo fonde son propre label Tee Set Records.
Le groupe enregistre un single en 1969 intitulé Ma belle amie, qui est un succès dans leur pays d'origine, se vendant à plus de 100 000 exemplaires Le groupe sort un album aux États-Unis sur Colossus Records en 1970 intitulé Ma belle amie (le single homonyme mentionnant l'artiste comme The Tee Set), qui atteint la 158e place du Billboard 200, tout comme le single qui décolle aux États-Unis, atteignant finalement la 5e place,. Le single se vend à plus d'un million d'exemplaires, et est certifié disque d'or. La reprise de Ma belle amie, publiée en 1970 sur Major Minor Records au Royaume-Uni, est une reprise studio différente de la chanson, plus lente et commençant dans une tonalité plus basse que la version américaine qui connait un grand succès.
Aux Pays-Bas, le single She Likes Weeds de Tee Set atteint la première place du hit-parade néerlandais. Le single suivant, If You Do Believe in Love, atteint la 81e place aux États-Unis et la 31e place au Canada. Le groupe se sépare en 1975, mais se reforme brièvement en 1978 et 1983. Depuis 1983, le groupe est réactivé, bien que son travail ait été principalement nostalgique des « sixties ».

## Discographie partielle

### Albums studio
- 1966 : Emotion
- 1968 : Join the Tea Set
- 1970 : Ma belle amie (Tee-Set, Colossus) (158e place des charts néerlandais)
- 1970 : In the Morning of My Days (Negram)
- 1972 : Non-Perishable (Negram)

### EP
- 1972 : Long Ago / She Likes Weeds + Ma belle amie (Negram)